# 何平平
何 平平（ホー ピンピン、1988年7月13日 - 2010年3月13日）は中華人民共和国の男性。自力で歩くことのできる、世界で一番身長が低い人物として知られた。
内モンゴル自治区のウランチャブ市出身。ギネス世界記録によると身長は73センチメートル（2フィート5インチ）とされている。日本には数回訪れており、ギネス世界記録のイベントなどに参加していた。
2010年、イタリアでテレビ番組の収録中に胸の痛みを訴え、3月13日土曜日に心臓病の合併症のためローマ市内の病院で死去。
なお、2022年現在、ギネス世界記録「存命中の最も背の低い男性（歩行可能）｜shortest man living (mobile)」には、イランのアフシン・エスマエル・ガデルサデー（身長65.24cm）が認定されている。